# María Ángela Holguín

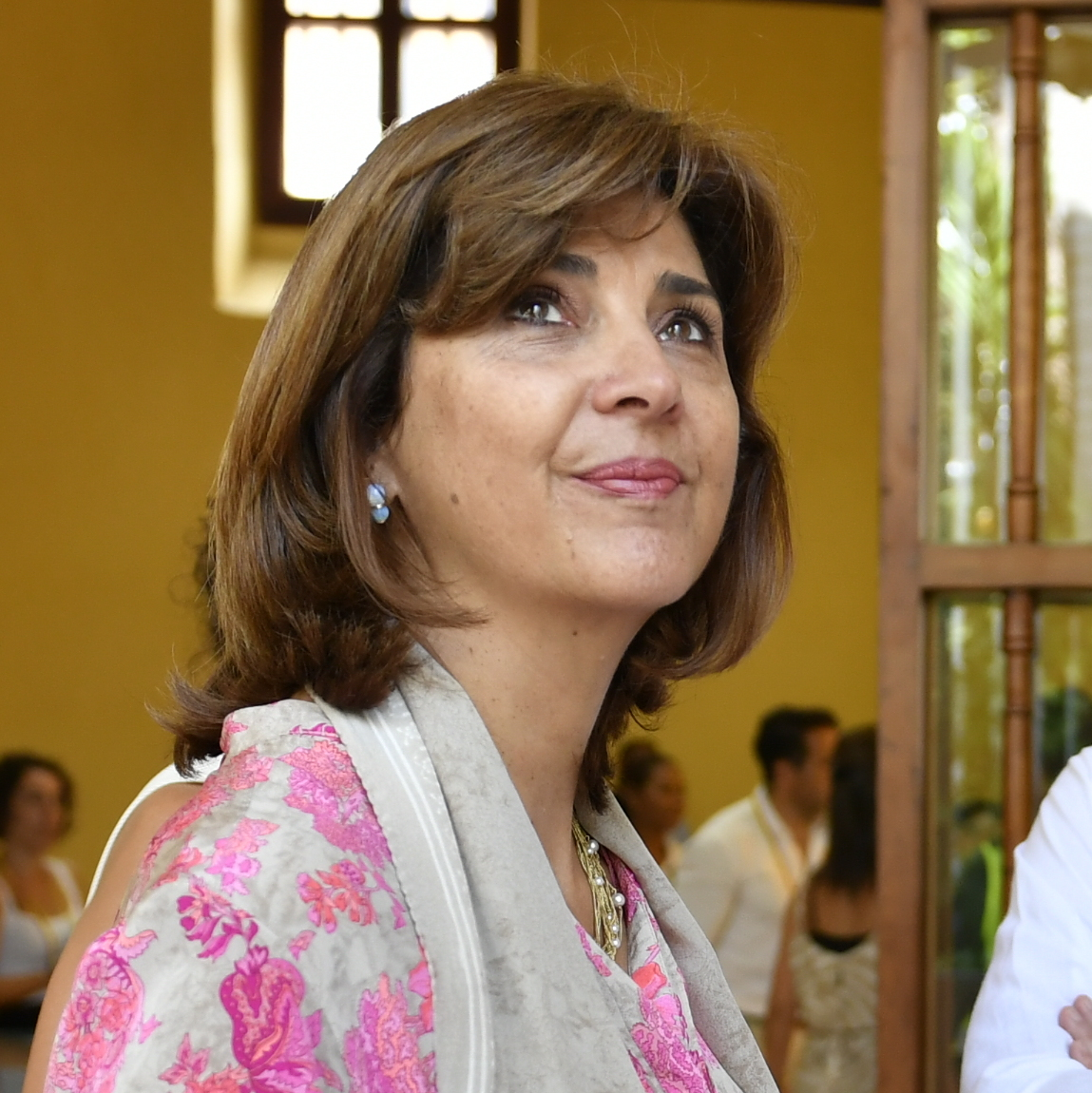
María Ángela Holguín (2018)

María Ángela Holguín Cuéllar (geb. am 13. November 1963 in Bogota) ist eine kolumbianische Diplomatin und Politikerin. Sie war vom 7. August 2010 bis zum 6. August 2018 Außenministerin Kolumbiens. Ferner fungierte sie als 25. Ständige Vertreterin Kolumbiens bei den Vereinten Nationen und als Botschafterin ihres Landes in Venezuela.

## Herkunft und Ausbildung
María Ángela Holguín Cuéllar wurde am 13. November 1963 als Tochter von Julio Holguín Umaña und Lucila Cuéllar Calderón geboren. Sie ist mit Carlos Holguín Mallarino (1832–1894) und Jorge Marcelo Holguín Mallarino (1848–1928) verwandt, die in den Präsidentschaftsperioden 1888/92 bzw. 1921/22 kurzzeitig zu Interimspräsidenten Kolumbiens ernannt wurden.
Sie besuchte zunächst das Mädchengymnasium Gimnasio Femenino in Bogota und studierte anschließend Französisch an der Universität Paris X. Sie schloss ihr Studium an der Universität der Anden 1988 mit einem Bachelor in Politikwissenschaften ab. Im Anschluss spezialisierte sie sich dort ab 1992 in öffentlichem Management und Verwaltungseinrichtungen.

## Karriere als Botschafterin
Im Jahr 2010, als Holguín als Vertreterin Kolumbiens bei der CAF – Development Bank of Latin America in Buenos Aires tätig war, wurde sie vom designierten Präsidenten Juan Manuel Santos Calderón für die Leitung des kolumbianischen Außenministeriums nominiert. Die Nominierung Holguíns wurde angesichts der diplomatischen Probleme in der Region nach der diplomatischen Krise in den Anden 2008 als kluger politischer Schachzug begrüßt. Holguíns Botschafteramt in Venezuela wurde allgemein als eine stillschweigende Bestätigung angesehen, die es ihr ermöglichte, die diplomatische „Entspannung“ zwischen den Schwesterstaaten in Angriff zu nehmen, während ihre Arbeit bei der Entwicklungsbank Lateinamerikas Santos’ Wunsch signalisierte, die Beziehungen zum Rest des Kontinents zu stärken.
Noch vor ihrem Amtsantritt begleitete sie den designierten Präsidenten Santos auf seiner ersten Auslandsreise nach seiner Wahl und übernahm bei den Treffen mit dem britischen Premierminister David Cameron und der deutschen Bundeskanzlerin Angela Merkel die diplomatische Rolle. Holguín leitete als designierte Kanzlerin auch die Gespräche mit dem zu dieser Zeit amtierenden venezolanischen Außenminister Nicolás Maduro, die zur Erneuerung der diplomatischen Beziehungen mit dem Nachbarland führten, die später bei einem Treffen der beiden Präsidenten in Santa Marta formalisiert wurden.
Holguín reiste daraufhin nach Ecuador, um sich mit dem ecuadorianischen Außenminister Ricardo Patiño zu treffen und Quito davon zu überzeugen, die diplomatischen Beziehungen zu erneuern und Präsident Rafael Correa persönlich zur Amtseinführung einzuladen, was ihr gelang, obwohl in Ecuador ein Haftbefehl gegen Santos wegen seiner Tätigkeit als Verteidigungsminister Kolumbiens vorlag.

## Weitere Tätigkeiten
- Mitglied der Partido Liberal Colombiano
- Ab 2017: Mitglied des Verwaltungsrats bei Global Partnership for Sustainable Development Data[4]
- Ab 2018: Mitglied bei Inter-American Dialogue

## Persönliches
Holguín heiratete am 27. August 1983 Santiago Jiménez Mejía, ließ sich aber 1990 scheiden, da sie keine Kinder hatten. Später lernte sie Carlos Espinosa Pérez kennen, mit dem sie einen Sohn, Antonio Espinosa, geboren am 23. Januar 1991, hat.